# ГЕС Памона 2 (Посо 2)
ГЕС Памона 2 (Посо 2) – гідроелектростанція в Індонезії у центральній частині острова Сулавесі. Знаходячись після ГЕС Памона 1, входить до складу каскаду на річці Посо, яка дренує однойменне озеро та впадає до затоки Томімі (розділяє Північний та Східний півострови Сулавесі і відкривається на сході у Молуккське море). Незабаром нижче по течії збираються звісти ГЕС Памона 3.
В межах проекту річку перекрили бетонною гравітаційною греблею Гаругу висотою 17 метрів та довжиною 123 метри. Вона спрямовує ресурс у прокладений по правобережжю дериваційний канал довжиною 0,35 км, який продовжують три напірні водоводи довжиною по 0,8 км з діаметром по 3,6 метра.
Розташований на правому березі Посо машинний зал обладнали трьома турбінами типу Френсіс потужністю по 65 МВт, які при напорі у 150 метрів повинні виробляти майже 1,5 млрд кВт-год електроенергії на рік.
Видача продукції відбувається по ЛЕП, розрахованій на роботу під напругою 275 кВ.
Проект реалізувала приватна компанія Kalla Group.